# Martín Torrijos

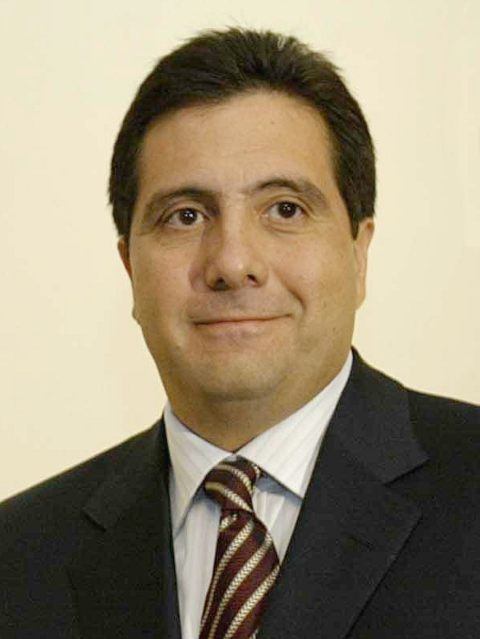
Martín Torrijos

Martín Erasto Torrijos Espino (Chitré, Herrera, 18 juli 1963) is een Panamees politicus. Van 2004 tot 2009 was hij president van Panama. 
Martín Torrijos werd geboren als de zoon van Omar Torrijos, een voormalig militair leider van Panama. Martín Torrijos studeerde aan de Texas A&M University in Texas. Op het moment dat Ernesto Pérez Balladares president was (1994-1999), werd Torrijos plaatsvervangend minister van binnenlandse zaken en justitie. 
In 1999 was Torrijos voor het eerst kandidaat om president van Panama te worden. Hij eindigde echter als tweede achter Mireya Moscoso. 
Als lid van de Democratische Revolutionaire Partij (PRD) werd hij op 2 mei 2004 verkozen tot president. Hij kreeg 47 procent van de stemmen en versloeg daarmee zijn drie concurrenten. Zijn grootste tegenstander, voormalig president Guillermo Endara, gaf zijn nederlaag toe, toen hij 17 procent van de stemmen minder kreeg dan Torrijos. Torrijos won deze verkiezingen dankzij een campagne, waarin drie slogans voorop stonden: minder corruptie, meer banen creëren en verbeter veiligheid.